# Hang dơi Kilim
Hang dơi Kilim nằm ở Langkawi, Kedah, Malaysia là một phần của công viên địa chất. Các hang động nằm ở chân đồi của rừng ngập mặn Kilim bao quanh lối vào và đối diện với sông Kilim. Hang dơi này nằm ở phía đông bắc của đảo Langkawi, khoảng 10 phút lái xe từ thị trấn Kuah. Bên trong hang có dơi sinh sống, chúng treo mình vào trên vách đá hang.

## Hoạt động du lịch
Hang dơi này là một địa điểm du lịch. Khách tham quan có thể đi đến các hang động bằng thuyền từ cầu cảng Tanjung Rhu Mendut hoặc thông qua một cây cầu mới được xây dựng tại cầu cảng Sungai Kilim. Để thuận tiện cho khách du lịch, chính quyền bang Kedah đã xây dựng nhiều cây cầu đá trong hang động. Trong các khu rừng ngập mặn cũng là một cây cầu bắc qua 1000 mét và được trang bị đèn chiếu sáng vào ban đêm.
Bên trong hang có nhiều nhũ đá và măng đá đá vôi với hình dạng khác nhau, kích thước. Trong hang không trang trí đèn, hướng dẫn viên sẽ cung cấp cho khách tham quan một đèn pin khi vào trong hang động. Chiều dài của hang động là khoảng 100 mét. Người ta xây một thang bộ để lên đến đỉnh đồi.

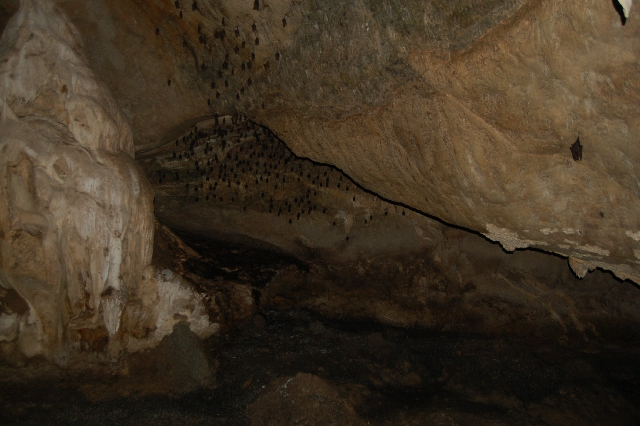
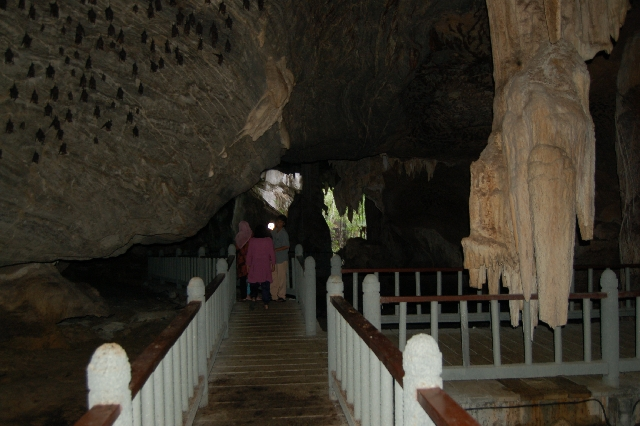
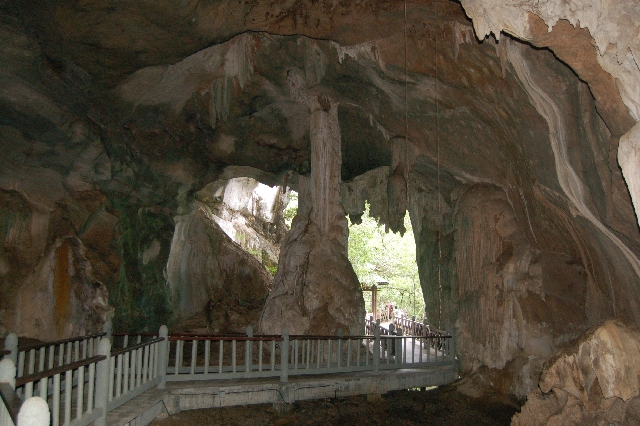
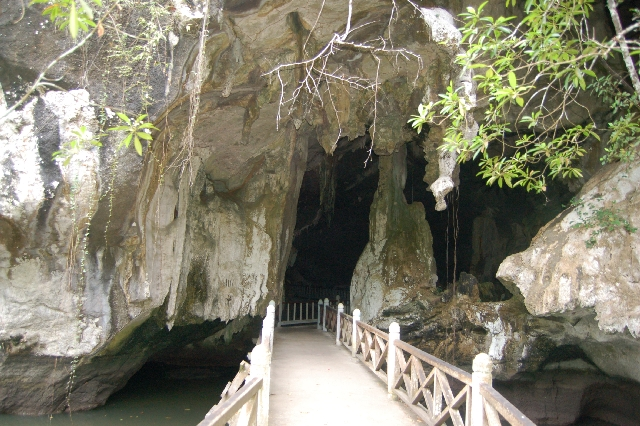
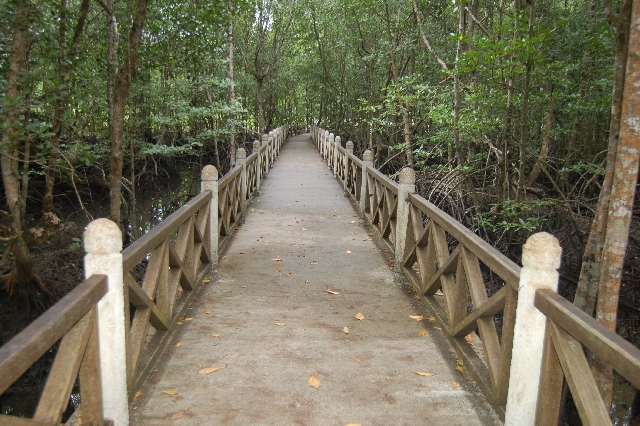